# Unidad de Gestión Operativa Ferroviaria de Emergencia
Die Unidad de Gestión Operativa Ferroviaria de Emergencia Sociedad Anónima (UGOFE S.A.), zu deutsch in etwa Notfall-Eisenbahnbetriebseinheit, war ein argentinisches Konsortialunternehmen bestehend aus dem argentinischen Staat und den drei privaten Eisenbahngesellschaften Metrovías, Ferrovías und Trenes de Buenos Aires. Die UGOFE wurde am 7. Januar 2005 gegründet, nachdem der Staat der Gesellschaft Metropolitano wegen schlechter Dienstleistung die Konzession für die Línea San Martín entzog. Nachdem der gleichen Gesellschaft 2007 auch die Konzessionen für die Teilnetze Línea General Roca und Línea General Belgrano Sur entzogen wurden, übernahm die UGOFE auch deren Betrieb.

## Geschichte

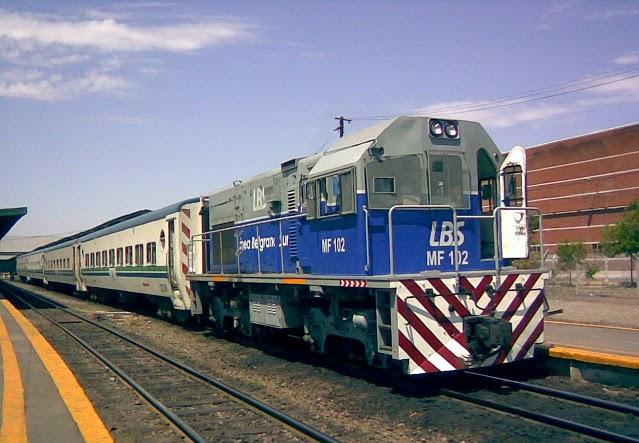
UGOFE-Zug auf der Línea Belgrano Sur

Obwohl die Metropolitano S.A. hohe Subventionen durch den argentinischen Staat erhielt, waren eine mangelhafte Betriebsführung mit anhaltenden Verspätungen sowie die ungemnügende Instandhaltung des rollenden Materials immer wieder Gründe für zahlreiche Beschwerden der Fahrgäste und Vertragsstrafen seitens des Staates. Daraufhin wurde am 26. Juni 2004 nach zahlreichen, teils schweren Betriebsunfällen die Konzession für den Betrieb der Strecke Retiro–Doctor Cabred (Línea San Martín) vorfristig aufgehoben.
Um weiterhin den Betrieb der Strecke aufrechtzuerhalten, gründeten die privaten Eisenbahngesellschaften Metrovías, Ferrovías und Trenes de Buenos Aires am 7. Januar 2005 auf Initiative des argentinischen Staates ein temporäres Konsortium mit dem Namen Unidad de Gestión Operativa Ferroviaria de Emergencia. Während die Eisenbahngesellschaften den technischen Betrieb übernahmen, bezahlte der Staat weiterhin die Gehälter der Mitarbeiter. Die Übernahme sollte lediglich provisorisch sein, um mit größerem Vorlauf eine neue Wettbewerbsausschreibung vorbereiten zu können. Diese erfolgte bis 2010 nicht.
Am 15. Mai 2007 kam es zu einem gewaltsamen Aufruhr im Bahnhof Plaza Constitución, nachdem zahlreiche Fahrgäste wiederholt ihren Protest über die tatsächlich mangelhafte Betriebsqualität der Eisenbahngesellschaft Metropolitano kundtaten, die trotz der Abgabe der Línea San Martín weiterhin die Teilnetze Línea General Roca und Línea Belgrano Sur betrieb. Es entstanden schwere Sachschäden am Bahnhofsgebäude, mehrere Wagen von Vorortzügen wurden in Brand gesetzt. Insgesamt zählte die Polizei 21 Verletzte und nahm 16 Personen in Gewahrsam. Die argentinische Regierung nahm das Ereignis zum Anlass, aufgrund der wiederholt mangelhaften Betriebsführung der Eisenbahngesellschaft Metropolitano zum 22. Mai 2007 auch die Konzession für die Vorortbahnnetze Roca und Belgrano Sur zu entziehen. Daraufhin übernahm zum 7. Juli 2007 die UGOFE auch den Betrieb der dieser beiden Metropolitano-Teilnetze.
Nachdem die UGOFE die drei Teilnetze übernommen hatte, begannen auf allen Strecken erste Instandhaltungsmaßnahmen, die über Jahre hinweg vernachlässigt worden waren. Zudem begann die UGOFE mit der Sanierung zahlreicher Wagen und versah sie mit einem neuen Corporate Design mit den Farben Blau und Silber sowie der jeweiligen Abkürzung für das entsprechende Teilnetz (LGR, LBS und LSM). Außerdem bereitete die UGOFE auf Initiative des argentinischen Staates die Elektrifizierung der Strecken Retiro–Pilar (Línea San Martín) und Plaza Constitución–La Plata (Línea General Roca) vor.
Nachdem der Gesellschaft Trenes de Buenos Aires ebenfalls die Konzession entzogen worden war, stieg diese aus der UGOFE aus.